# جاجو دراغو
جاجو دراغو (بالهولندية: Gago Drago)‏ هو ملاكم تايلندي هولندي، ولد في 8 مارس 1985 في Verishen ‏ في أرمينيا.